# 新沙倫 (緬因州)
新沙倫（英語：New Sharon）是一個位於美國緬因州富蘭克林縣的市鎮。

## 人口
根據2020年美國人口普查的數據，新沙倫的面積為121.29平方千米，當中陸地面積為119.63平方千米，而水域面積為1.66平方千米。當地共有人口1458人，而人口密度為每平方千米12人。